# ليتيسيا عون
ليتيسيا عون (مواليد 14 أبريل 2001) هي لاعبة تايكوندو لبنانية. فازت بإحدى الميداليات البرونزية في حدث 53 كجم للسيدات في دورة الألعاب الآسيوية 2018 التي أقيمت في جاكرتا، إندونيسيا. وهي أيضاً حاصلة على الميدالية البرونزية في ألعاب التضامن الإسلامي 2021 التي أقيمت في قونية، تركيا. 
شاركت أيضاً في حدث 57 كجم للسيدات في دورة ألعاب البحر الأبيض المتوسط 2018 التي أقيمت في تاراغونا، كاتالونيا، بإسبانيا، لكن البرتغالية جوانا كونها أقصتها من أول مباراة لها.
وشاركت في حدث وزن الديك للسيدات في بطولة العالم للتايكواندو 2019 التي أقيمت في مانشستر بالمملكة المتحدة حيث أقصتها البولندية إيوا جاميوشكوفسكا في أول مباراة لها.
وشاركت في بطولة التصفيات الأولمبية الآسيوية التي أقيمت في عمان، الأردن في 2021، على أمل التأهل إلى دورة الألعاب الأولمبية الصيفية 2020 في طوكيو، اليابان.
كما شاركت في حدث وزن الريشة للسيدات في بطولة العالم للتايكواندو 2022 التي أقيمت في غوادالاخارا، المكسيك.

## وصلات خارجية
- ليتيسيا عون على موقع TaekwondoData.com (الإنجليزية)
- ليتيسيا عون على موقع اللجنة الأولمبية الدولية (الإنجليزية)
- ليتيسيا عون على إنستغرام